# دولت جنگ
دولت جنگ (به انگلیسی: State of War: The Secret History of the CIA and the Bush Administration) کتابی‌است نوشتهٔ جیمز رایزن نویسنده، روزنامه‌نگار و تحلیل گر آمریکایی.
کتاب دولت جنگ دربارهٔ برنامه‌های خرابکارانه سازمان سیا علیه برنامه هسته‌ای ایران است.
کتاب در ۱۰ فصل عملکرد دولت بوش و سازمان‌های امنیتی آمریکا را به نقد می‌کشد و مشکلات بروز حوادث یازدهم سپتامبر را متوجه دولتمردان آمریکایی می‌داند. از نگاه نویسنده، وقوع حملات یازدهم سپتامبر بارزترین نشانه ضعف دستگاه اطلاعاتی- امنیتی ایالات متحده است.
رایزن به سیاست‌های جنگ طلبانه و دخالت جویانه سازمان‌های جاسوسی و سیا اشاره می‌کند و تمامی مباحث و اطلاعات را در قالبی روایی و داستان‌گونه در اختیار مخاطب قرار می‌دهد.
این کتاب مباحث را با سند مطرح می‌کند تا آنجا که بسیاری از فیلم‌ها و کتاب‌های تألیفی دیگر با استناد به این منبع، به انتقاد از دولت بوش پرداختند.
بخش دیگری از کتاب به عملیات فریب علیه ایران و پرونده هسته‌ای و همچنین مشکلات دستگاه‌های امنیتی آمریکا می‌پردازد.